# Зеда-Сакара
Зеда-Сакара (груз. ზედა საქარა) — село в Грузии, на территории Зестафонского муниципалитета края (мхаре) Имеретия.

## География
Село находится в западной части Грузии, в долине реки Квирилы, на расстоянии приблизительно 1 километра (по прямой) к северо-востоку от города Зестафони, административного центра муниципалитета. Абсолютная высота — 306 метров над уровнем моря.

## Население
По результатам официальной переписи населения 2014 года, в Зеда-Сакаре проживало 2099 человек (1008 мужчин и 1091 женщина). В национальной структуре населения грузины составляли 99,7 %, русские — 0,1 %.
| Год  | Население, человек |
| ---- | ------------------ |
| 2002 | 2858               |
| 2014 | ↘ 2099             |